# Emballonura beccarii
Emballonura beccarii é uma espécie de morcego da família Emballonuridae. Pode ser encontrada na Indonésia e Papua-Nova Guiné.